# Regele Lear (film din 1970)
 Regele Lear (titlul original: în rusă Король Лир, transliterat: Korol Lir) este un film dramatic sovietic, realizat în 1970 de regizorul Grigori Kozințev și Iosif Șapiro, după tragedia omonimă a dramaturgului William Shakespeare tradusă de Boris Pasternak (1919) , protagoniști fiind actorii Iuri Iarvet, Elza Radzinia, Galina Volcek și Valentina Șendrikova. 

## Distribuție[1]
- Iuri Iarvet – regele Lear (dublat de Zinovi Gerdt)
- Elza Radzinia – Goneril, fiica cea mare a regelui
- Galina Volcek – Regan, fiica mijlocie a regelui
- Valentina Șendrikova – Cordelia, fiica cea mică a regelui
- Oleg Dal – bufonul
- Karlis Sebris – Contele de Gloucester (dublat de Григорий Гай)
- Leonhard Merzin – Edgar, fiul lui Gloucester (dublat de Emanuil Vitorgan)
- Reghimantas Adomaitis – Edmond, fiul nelegitim al lui Gloucester, loial lui Goneril
- Vladimir Emelianov – Contele de Kent
- Aleksandr Vokaci – Duce de Cornwall
- Donatas Banionus – Duce de Albany (dublat de Aleksandr Demianenko)
- Aleksei Petrenko – Osvald
- Iuozas Budraitis – regele Franței

Roluri episodice:
- Boris Velikanov – un curtean
- Roman Gromadski – slujitorul ducelui de Cornwall
- Serghei Ivanov – ducele de Burgundia – pețitor al Cordeliei
- Nikolai Kuzmin – slujitorul ducelui de Cornwall
- Ants Lauter – vraciul
- Ignat Leirer – traducătorul
- K. Maidla – cameo
- Aleksandr Orlov – un bătrân, arendașul lui Gloucester
- Konstantin Tiagunov – un curtean
- Olghert Șalkonis – un cavaler

## Lansare
A fost lansat în anul 1971 și a avut parte de succes comercial, fiind vizionat de 18,0 milioane de spectatori în cinematografele din Uniunea Sovietică.